# حمرية أمريكية
حمرية أمريكية (الاسم العلمي:Erythrina americana) هي نوع من النباتات تتبع جنس الحمرية من الفصيلة البقولية.